# Drăgușeni (okręg Suczawa)
Drăgușeni – wieś w Rumunii, w okręgu Suczawa, w gminie Drăgușeni. W 2011 roku liczyła 2019 mieszkańców.